# آلبییس
آلبییس (به اسپانیایی: Albillos) یک شهرستان در اسپانیا است.